# Zacharie Noterman

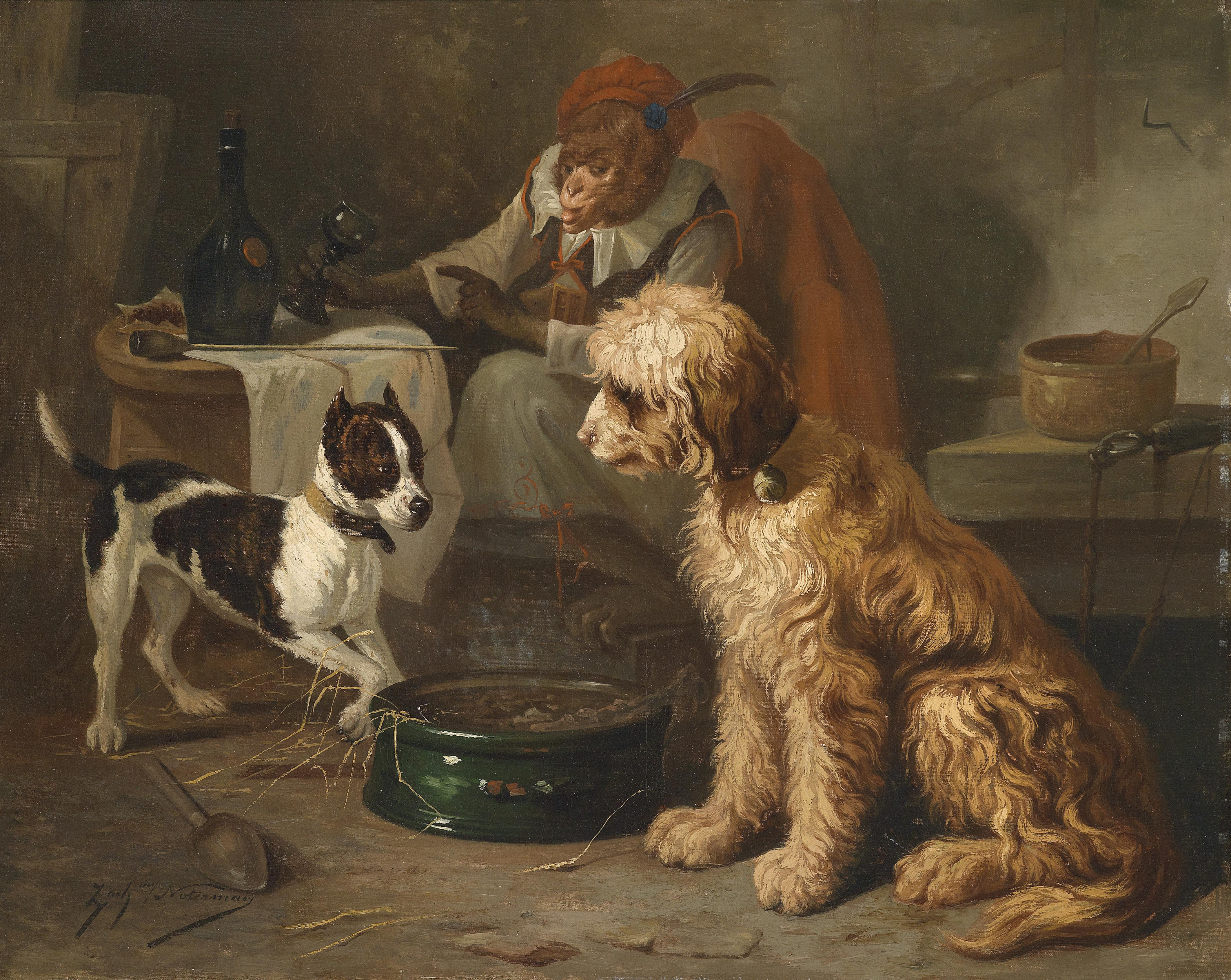
Eine kleine Mahlzeit
in der Taverne

Zacharie Noterman (* 1820 in Gent; † 13. Januar 1890 in Paris) war ein belgischer Tiermaler und Radierer. Auch sein älterer Bruder Emmanuel Noterman (1808–1863) war Tiermaler.
Zacharie Noterman wurde als Sohn eines Malers und Dekorateurs geboren.
Der junge Zacharie erhielt den ersten Malunterricht von seinem älteren Bruder, der sich 1835 in Antwerpen niederließ. Noterman setzte sein Kunststudium in Antwerpen an der Académie royale des beaux-arts d’Anvers fort, wo sein Bruder ab 1846 eine Schülerwerkstatt leitete.
Nach dem Studium wohnte er bei seinem Bruder in Antwerpen; später ließ er sich in Paris nieder und blieb dort lebenslang. Er wurde bekannt insbesondere für seine humorvollen Szenen mit Affen, die sich an menschlichen Aktivitäten beteiligen („Singerie“), sowie für seine Gemälde von Hunden und Katzen. Er malte auch Szenen mit Zirkusauftritten von Tieren.
Er stellte seine Werke auf dem Salon de Paris in den Jahren 1859, 1861, 1863, 1865, 1866, 1867, 1868, 1869, 1870, 1872, 1877, 1878, 1879, 1880, 1884, 1886 und 1887 aus.